# Alexya Salvador
Alexya Evangelista Salvador (Mairiporã, 18 de noviembre de 1980) es una mujer trans brasileña, reverenda y transfeminista.

## Biografía
Salvador creció en Mairiporã. Según sus propias declaraciones, durante muchos años se identificó como parte de la comunidad LGBT. En sus veinte años, se dio cuenta de que era una mujer trans, pero inicialmente solo pudo expresar su orientación sexual como homosexual debido a la falta de aceptación de su padre hacia las identidades transgénero en ese momento. A los 28 años, comenzó su proceso de transición de género mediante terapia hormonal. Ella afirma que su identidad de género es transgénero, no transexual.
A los 18 años, Salvador fundó un refugio para personas sin hogar, el cual dirigió durante dos años. Estudió literatura inglesa y portuguesa, educación y teología. Después de graduarse, comenzó a trabajar como profesora en una escuela pública, un trabajo que continúa desempeñando hasta el día de hoy. Según sus propias palabras, decidió convertirse en maestra debido a las experiencias de acoso escolar y falta de apoyo que vivió durante su etapa escolar, con la esperanza de hacer la diferencia como educadora. Además, trabaja como modista independiente y tiene un pequeño estudio. Salvador también es vicepresidenta de la Asociación Brasileña de Familias Homotransafectivas (ABRAFH), una asociación que aboga por los derechos y la comprensión de las familias homotransafectivas. Ella misma se convirtió en la primera mujer trans en Brasil en adoptar niños, y dos de sus hijas adoptivas también son personas trans.
A partir de 2015, se desempeñó como pastora en formación en la Iglesia de la Comunidad Metropolitana, una iglesia inclusiva y progresista. En 2019, fue ordenada como pastora, convirtiéndose en la primera persona trans en América Latina en ocupar un cargo en el clero y la primera mujer trans en ser pastora en Brasil. En 2017, organizó la primera ceremonia religiosa LGBT en Cuba.
En 2018, participó en las elecciones parlamentarias como candidata a vicepresidenta junto a Sâmia Bonfim por el Partido Socialismo y Libertad (PSOL). Su campaña se centró en los derechos LGBT, la educación, la adopción y la lucha contra el racismo.
Salvador está casada y reside en São Paulo con su esposo y tres hijos.